# 立石餅
立石餅（たていしもち）は、三重県鈴鹿市神戸（かんべ）の餅菓子。

## 概要
焦げ目がついた細長くごつごつした表面の焼餅で、餡（あん）が入っている。伊勢参宮街道の神戸宿の名物として親しまれた。
「あま新」という餅屋が元禄2年（1689年）に創業。幕末の頃には立石餅などを供する茶屋として既に存在した。この茶店のすぐそばに石の道標があり、「立石」と呼ばれていたことが、立石餅の名前の由来となった。後に「あま新」は廃業したが、その際に「あま新」の近くにあった「もち久」が製法や道具を譲り受け、「あま新直伝」の看板を掲げて作っている。